# 난키 문고

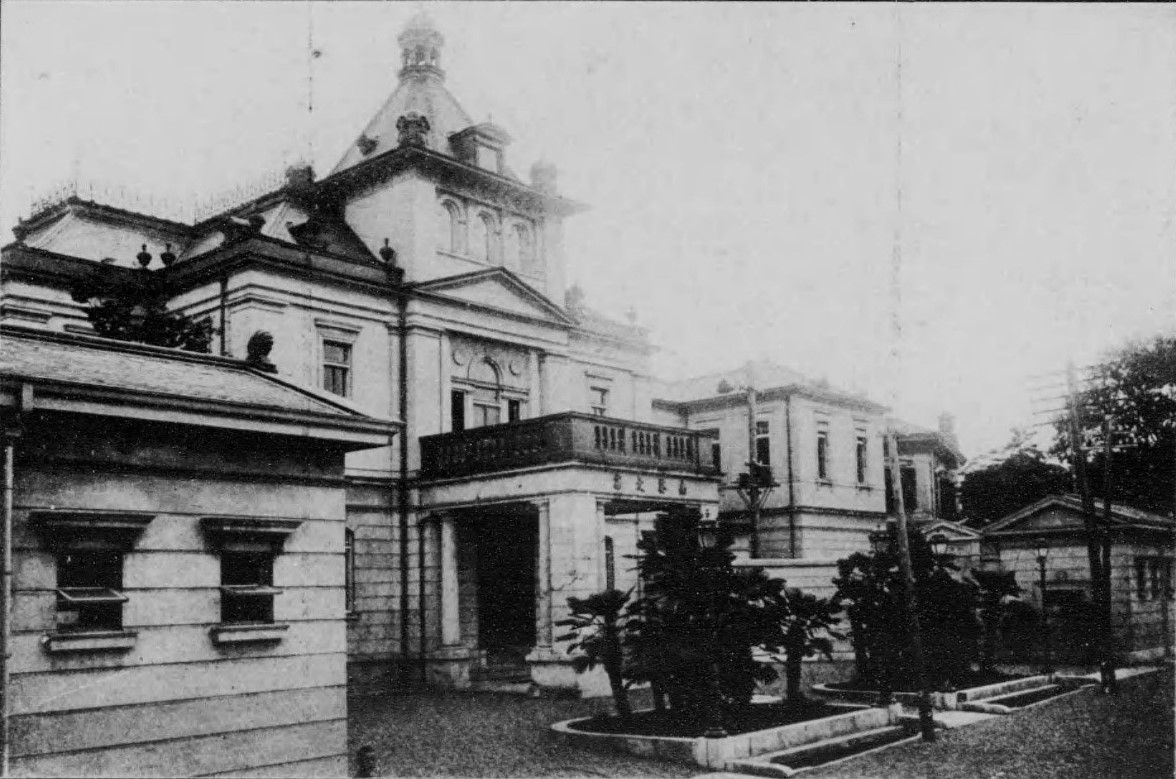

난키 문고(일본어: 南葵文庫)는 기슈 도쿠가와 가문의 당주 도쿠가와 요리미치 후작이 개관한 일본 최초의 근대적 사설 도서관이다. 난키 문고의 장서는 이후 간토 대지진으로 소실된 도쿄제국대학 도서관에 기증되어 현재 도쿄 대학 도서관이 소장하고 있는 해당 장서를 말하기도 한다.

## 역사
난키 문고는 1899년(메이지 32년)에 기슈 도쿠가와(紀州徳川)의 15대 당주 도쿠가와 요리미치(徳川頼倫) 후작의 도쿄 저택 내에 개관하였다. 도쿠가와 요리미치 후작이 유학 시절에 경험한 서양의 도서관 제도에 감명을 받아서 가문에 전래되던 2만여권의 책으로 도서관을 개관하였다. 도서관의 ‘난키’라는 이름은 ‘남쪽의 아오이’(南の葵), 일본 남부의 기슈번(紀州藩)을 통치하던 기슈 도쿠가와 가문을 의미하며 아오이는 도쿠가와 가문이 공통적으로 사용한 문장이다.
1923년(다이쇼 12년)에 간토 대지진으로 도쿄제국대학 도서관이 소실되자 난키 문고의 장서를 도쿄제국대학에 기증하고 폐관하였다. 현재 도서관 건물은 오이소(大磯)로 이축되었다가 아타미시(熱海市)로 재이축되어서 호텔 ‘빌라 델 솔’(Villa Del Sol)의 건물로 사용되고 있다. 2008년(헤이세이 20년) 11월에 일본의 등록유형문화재로 지정되었다.

## 참고 문헌
- 도미타 쇼지 저, 유재연 역, 《그림엽서로 본 일본 근대》, 논형, 2008년.